# Antipalus varipes
Antipalus varipes là một loài ruồi trong họ Asilidae. Antipalus varipes được Meigen miêu tả năm 1820.

## Hình ảnh

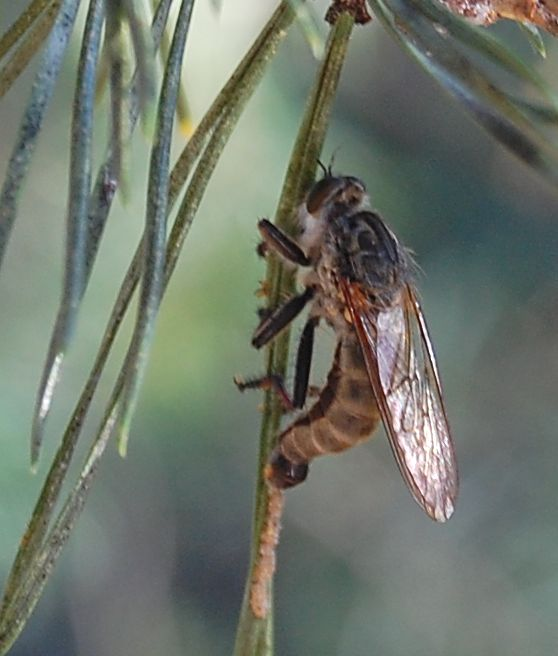
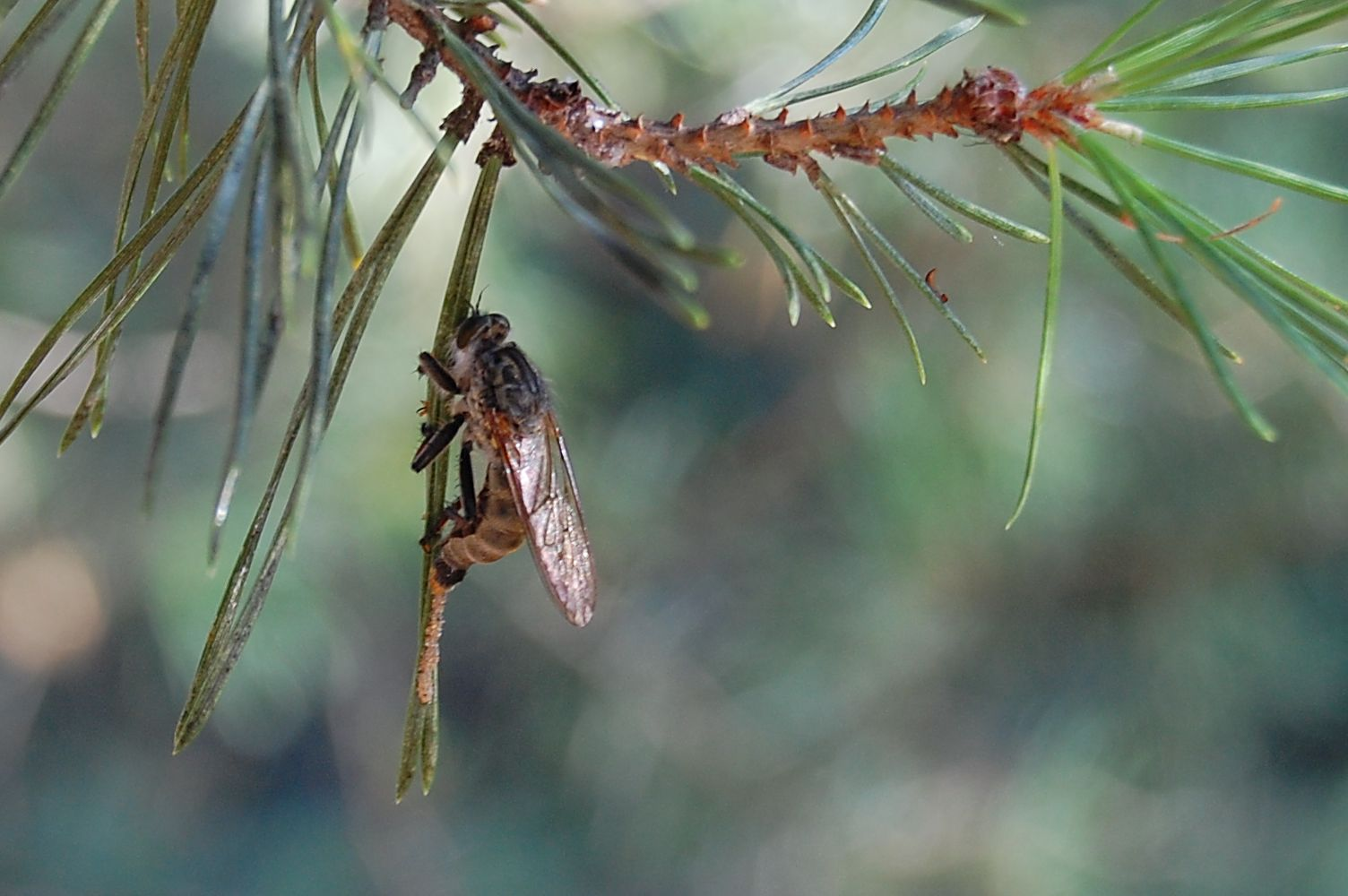
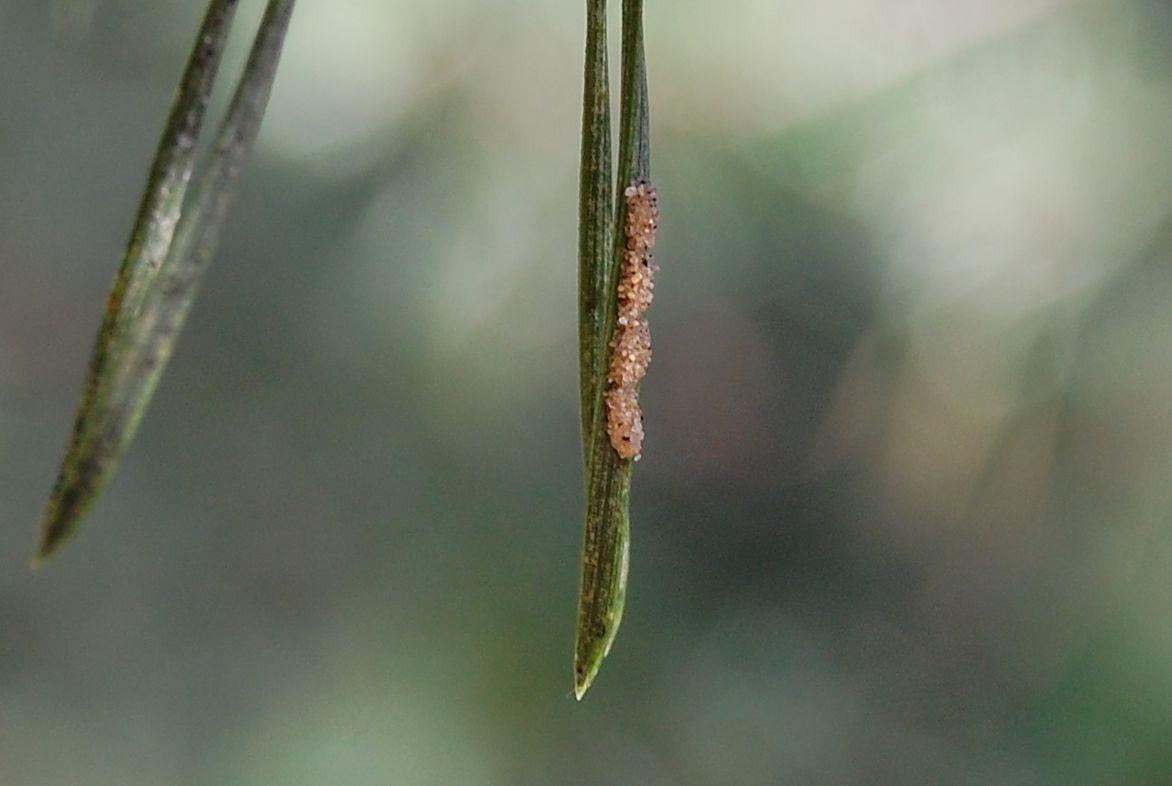